# غمار شفيف
غمار شفيف (الاسم العلمي:Gammarus pellucidus) هو نوع من المفصليات يتبع جنس الغمار من الفصيلة الغمارية.